# Neotama longimana
Espèce
Neotama longimana est une espèce d'araignées aranéomorphes de la famille des Hersiliidae.

## Distribution
Cette espèce est endémique d'Indonésie. Elle se rencontre à Java et à Sumatra.

## Description
Le mâle holotype mesure 5,6 mm et la femelle paratype 5,9 mm.

## Publication originale
- Baehr & Baehr, 1993 : The Hersiliidae of the Oriental Region including New Guinea. Taxonomy, phylogeny, zoogeography (Arachnida, Araneae). Spixiana Supplement, vol. 19, p. 1-96 (texte intégral).